# Kom, helge Ande, Herre Gud
Kom, helge Ande, Herre Gud (tyska Komm, heiliger Geist, Herre Gott) är en böne- och pingstpsalm i tre verser av Martin Luther från 1524, med inspiration av en latinsk antifon från 11:e århundradet (Veni, Sancte Spiritus, / reple tuorum corda fidelium). Psalmen översattes till svenska 1567 och bearbetades år 1816 av Johan Olof Wallin. Den bearbetades återigen 1983 av Britt G. Hallqvist till 1986 års psalmbok. Texten finns också översatt till engelska Come, Holey Ghost, God and Lord, av Catherine Winkworth.
|  |
|  |

Psalmen är en bön till den helige Anden, som i strof 2 tilltalas "Du helga ljus, all sannings port" och i strof 3 "Du helga eld, all världens tröst".
Psalmen inleds 1695 med orden:
Kom Helge Ande Herre Gudh
Upfyll medh tine nåde godh
The Christtrognas hierta hugh och siil;
Melodin finns i en handskrift från 1400-talet, och uppges vara en medeltida processionssång nedtecknad i Erfurt 1524 i Erfurter Enchiridion, men är i sin svenska form betydligt utjämnad.

## Koralbearbetningar

### Orgel
- Komm, heiliger Geist, Herre Gott av Franz Tunder.[2]
- Dieterich Buxtehude komponerade 2 koralpreludier: BuxWV 199 — Komm, Heiliger Geist, Herre Gott (F-dur) och BuxWV 200 — Komm, heiliger Geist, Herre Gott (F-dur).

## Publicerad i
- 1572 års psalmbok med titeln KOm helghe Ande HERRE Gudh under rubriken "Om then helgha Anda".[3]
- Göteborgspsalmboken under rubriken "Om then helge Anda".[4]
- 1695 års psalmbok, som nr 181 under rubriken "Pingesdaga Högtijd - Om then Helga Anda".
- 1819 års psalmbok, som nr 134 under rubriken "Den Helige Andes nåd (pingstpsalmer)".
- Sionstoner 1935, som nr 230 under rubriken "Pingst".
- 1937 års psalmbok, som nr 134 under rubriken "Pingst".
- Psalmer för bruk vid krigsmakten 1961 som nr 134 med verserna 1-3.
- Cecilia 1986, Den svenska psalmboken 1986, Frälsningsarméns sångbok 1990, Psalmer och Sånger 1987, Segertoner 1988 som nr 51 under rubriken "Anden, vår hjälpare och tröst".
- Finlandssvenska psalmboken 1986 som nr 108 under rubriken "Pingst".
- Lova Herren 1988 som nr 71 under rubriken "Andens närvaro, upplysning och ledning".
- Lova Herren 2020 som nr 55 under rubriken "Gud den heliga Ande och helgelsen".